# اللبس في العصر القديم

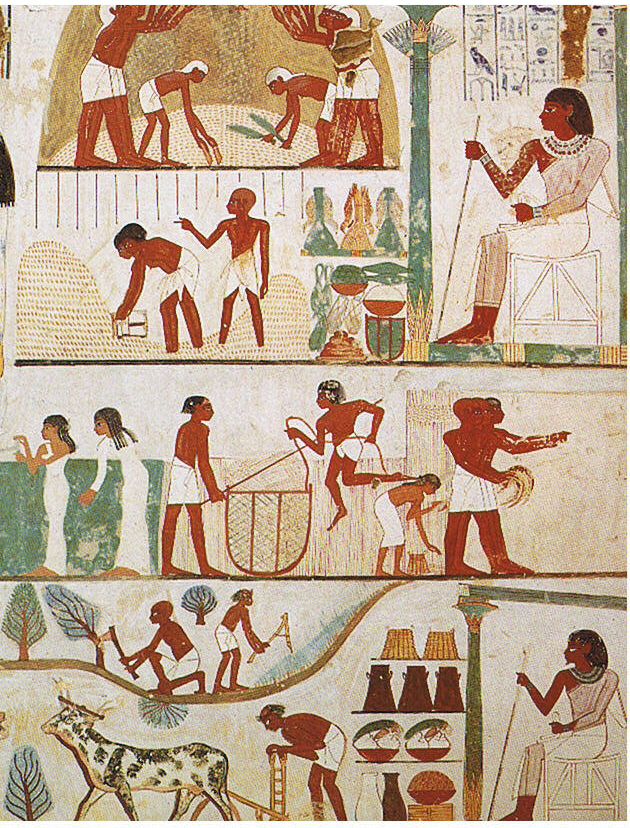
ملابس الرجال والنساء لعدة طبقات اجتماعية في مصر القديمة مرسومة على جدارية لقبر يعود للقرن الخامس عشر قبل الميلاد

تعكس الملابس المستخدمة في العالم القديم التقنيات التي أتقنتها هذه الشعوب بشدة، وكما أن للآثار دوراً كبيراً في توثيق هذا الجانب من الحياة القديمة، ويحتفظ بعض الأحيان بالحرير والأقمشة والجلود احتفاظاً جيداً عبر الزمن. وتدل الملابس التي تلبس في العديد من الثقافات على المستوى الاجتماعي. فأزياء الملابس هي من سمات الإنسان الخاصة به وهي ميزة لمعظم المجتمعات البشرية. وفي الأيام القديمة جداً بدأ البشر بلبس الملابس لحماية أجسامهم من الحرارة، والشمس، والمطر، والبرد، وغيرهم. واستخدمت جلود الحيوانات والنباتات استخداماً أساسياً كثياب لتغطية أجسادهم. كذلك تعكس الملابس والمنسوجات المستخدمة في فترات وعصور مختلفة تطور الحضارة وتقنياتها في فترات زمنية مختلفة وفي أماكن مختلفة. وتشمل المصادر المتوفرة لدراسة الملابس والمنسوجات بقايا المواد المكتشفة عن طريق علم الآثار، وتمثيل المنسوجات وتصنيعها في الفن، ووثائق تتعلق بتصنيع الأقمشة والأدوات والملابس الجاهزة وحيازتهم واستخدامهم والتجارة بهم.

## اللبس في مصر القديمة
يعتبر الكتان هو القماش الأكثر شيوعاً في مصر القديمة. وبالرغم من معرفة المصريون أنواعاً أخرى من الأقمشة، إلا أنهم فضّلوا استخدام الملابس الكتانية وهي منتجات مصنوعة من نبات الكتان. واستخدموا نبات الكتان نظراً لوفرته بسبب المناخ الجيد ولوجود مصدر قوي للمياة من نهر النيل. وكان السبب وراء الأنتشار الواسع للكتان في مصر القديمة أنه يستخرج من نبات؛ لاعتقاد المصريون القدماء أن الأقمشة التي مصدرها حيواني نجسة مثل الصوف. وبصرف النظر عن هذا، كانت الملابس حيوانية المصدر مثل جلد الحيوان مخصصة للكهنة وفي النهاية اتخذها الطبقات العليا من المواطنين المصريين القدماء لباساً لهم. الكتان أيضا خفيف وقوي ومرن مما يجعله مثالي في المناخ الحار. ومن ذلك استخدم كل المصريون القدماء الكتان كلباسهم السائد بصرف النظر عن الأقليات الصغيرة.
ويمكن التمييز بين طبقات المجتمع بناءً على جودة المواد المستخدمة في الملابس. حيث تستخدم الطبقة العليا كتان جيد بخلاف الطبقة الدنيا، وظهر ذلك في التماثيل واللوحات الشفافة الخفيفة. واستخدموا أيضاً أقمشة، وتصاميم، وأشكال أكثر تعقيداً فاحتوت على أقمشة مصبوغة وريش[ ؟ ]. وكانت هذه المواد باهظة الثمن ويظهر مرتديها حينها مكانته العالية عبر ارتدائها. ومن ناحية أخرى، استخدم النوع الأرخص والأكثر سمكاً من الكتان بين مجتمع الطبقة السفلى، حيث كانت الطبقة العاملة ترتدي ملابس أقصر لتنقل أفضل في الحقول.
ارتدى الرجال في مصر القديمة الإزار في كثير من الأحيان (أو schenti) وكان شائعاً بين جميع الطبقات. حيث يرتدي الرجال من الطبقة العليا إزارا طويلاً، ويلبس معها في كثير من الأحيان الحرملة (وهو رداء قصير واسع يوضع على الكتف ويغطي الظهر والصدر)، أو سترة، بينما يلبس الفقراء الإزار فقط. وكان مقبولاً لدى الرجال والنساء في الطبقة العليا والسفلى أن يظهروا صدورهم. ويرتبط غالبا التحرر التام من الملابس بالشباب أو الفقر؛ وكان من الشائع للأطفال قبل سن البلوغ من جميع الطبقات الاجتماعية أن يكون عارياً حتى يبلغ العام السادس وبقاء الفتيات العبيد عاريات لأغلب حياتهم. وتشترك بعض أنواع الملابس في الاستخدام بين مختلفي الجنسين كما في السترة والثوب. واشتهر لبس سترة خفيفة وقميص ذا أكمام قصيرة، وتنورة ذات كسرات حول 1425-1405 قبل الميلاد.
بينما ظلت ملابس النساء الشابات دون أي تغيير على مدى عدة آلاف من السنين، ماعدا في بعض التفاصيل الصغيرة. وكما أعطت الملابس ذات ثنيات ولفات كبيرة جداً انطباعاً بارتداء عدة طبقات من الملابس، ولكن في الواقع كان غالباً بسبب الشاش الجيد. وكان اللباس ضيق حتى التقييد ومصنوعاً من قماش أبيض أو غير مبيض للطبقات الدنيا. أما في الطبقات العليا فيبدأ الكم من تحت الصدر ويشد بحمالات توضع على الكتفين. وكانت هذه الحمالات أحيانا واسعة بما يكفي لتغطية الثديين وتم رسمها وتلوينها لأسباب عدة، فعلى سبيل المثال لتقليد الريش التي على أجنحة إيزيس (امرأة عبدها المصريون القدماء والبطالمة والرومان[ ؟ ]).
كانت ملابس العائلة المالكة مختلفة وموثقة جيداً. فعلى سبيل المثال ارتدى النبلاء تيجان الفراعنة، وغطاء الرأس المصنوع من الريش، والقات أو رداء للرأس.
وتشابهت الأحذية لكلى الجنسين، حيث ضفِّرت الصنادل[ ؟ ] بالجلد، أو بالورق البردي الذي استخدم خصيصاً للطبقات البيروقراطية والكهنوتية.

## العطور ومستحضرات التجميل

### الجمال ومستحضرات التجميل في مصر القديمة
في وقت مبكر جداّ أصبح من الممكن أن تطور منتجات مستحضرات التجميل ويعود ذلك نتيجة للتحنيط. وكانت العطور في مصر هي الزيوت العطرية وكانت مكلفة للغاية، وكانت شائعة الاستخدام في في العصور القديمة. كما استخدم المصريون المكياج أكثر بكثير من أي شخص آخر في ذلك الوقت. واستخدم الكحل مؤخراً بدلاً من كبريتيد الرصاص أو أكسيد الرصاص[ ؟ ] الذي استخدم لعدة قرون. بينما صنعت ظلال العيون من الملكيت المسحوق (مادة للتلوين) وأحمر الشفاة من أكسيد الرصاص[ ؟ ]. وكانت المواد المستخدمة في بعض مستحضرات التجميل سامة، ولها تأثيرات صحية ضارة مع الاستعمال لفترة طويلة. فكانت منتجات التجميل مخلوطة بالدهون الحيوانية لجعلها مضغوطة أكثر واستخدامها بسهولة والحفاظ عليها. وأيضاً رسمت الأظافر واليدين بالحناء، بينما استخدمت الطبقة الدنيا الوشم. وكان من المألوف أيضاً للرجال والنساء ارتداء شمع مخروطي الشكل ومعطر فوق رؤوسهم في الحفلات، التي عادة ما تكون مصنوعة من شحم الثور والمر وبمرور الوقت تذوب وتطلق عطر لطيف. لذلك حتى عندما تذوب يتم استبدالها بأخرى جديدة (انظر للصورة المجاورة مع الموسيقار والراقصين).
يختلف استخدام مستحضرات التجميل قليلاً بين الطبقات الاجتماعية، حيث كان يرتدي أفراد الطبقة العليا المزيد من الزينة لأن الأثرياء باستطاعتهم شراء مستحضرات التجميل أكثر من غيرهم. بالرغم من عدم وجود أي اختلاف واضح في طريقة استخدام مستحضرات التجميل بين الطبقة العليا والسفلى، وكانت النساء النبيلات معروفات بتبييض وجههن باستخدام كريمات ومساحيق. فكان الجلد المبيض علامة على النبل وتعني البشرة البيضاء أنها قليلة التعرض لأشعة الشمس. في حين ارتبطت البشرة الداكنة بالطبقة الدنيا اللاتي اسمرت بشرتهن خلال عملهن الوضيع كما العمل في الحقول. وأدى ذلك إلى ارتباط البشرة البيضاء بالطبقة النبيلة غير العاملة؛ لأن المرأة النبيلة لا تعمل في الشمس.

### الشعر المستعار وأغطية الرأس
تحتل تصفيفات الشعر جزءاً كبيراً من الأزياء المصرية القديمة من خلال استخدام الشعر المستعار بالرغم من حلق الرؤوس لسببين، كعلامة على النبل وبسبب المناخ الحار. واستخدم كلا الجنسين من الطبقة العليا والسفلى الشعر المستعار. أما نوعية الشعر المستعار فتعتمد على مقدار الدخل المتاح، وأدى ذلك إلى وجود فرقاً واضحاً بين طبقات المجتمع. فكان الشعر المستعار ذا الجودة الجيدة مصنوعاً من الشعر البشري، ومزخرفاً بمجوهرات ومنسوجات من الذهب. وامتلك أكثر النماذج أناقة بين أصحاب النفوذ كؤوس صغيرة مليئة بالعطور ووضعوها على أعلى رأسهم، فإرتدى الفراعنة اللحى ذات شعر مستعار في بعض المناسبات الخاصة. وهناك دليل للشعر المستعار الرخيص المصنوع من الصوف، لذلك تم استبداله بالذهب المنسوج الأكثر تكلفة في نظيره بدلاً من الخرز والكتان. وابدع المصريون القدامى لتمكين جميع الطبقات الاجتماعية لبس الشعر المستعار وأغطية الرأس؛ فمثلا. خصص غطاء الرأس النمس المصنوع من الكتان القاسي والمغطي للأكتاف لفئة النخبة لحماية مرتديها من أشعة الشمس. من ناحية أخرى، كان هناك غطاء للرأس مخصص لفرعون. كما ارتدى الفراعنة تيجان مختلفة لتحديد آلهة مختلفة، مثل التاج ذا قرن للالهة حتحور. بينما تمثّل الأطفال في جميع الطبقات الاجتماعية بإبقاء خصلة من الشعر على الجانب الأيمن من الرأس (انظر للصورة المجاورة). وكان كافتن (kaften) غطاء الرأس الأكثر شيوعاً وهو قماش مقلم مربع ارتداه الرجال.

### الحلي
كان بإمكان الجميع ارتداء المجوهرات وكانت حتى تنسج في الشعر، مما أدى إلى استخدام شعر مستعار يحتوي على زخارف الزينة. ومن الزينة الخاصة التي اخترعها المصريون هي الجورجرين (gorgerin) وهو مجموعة من الأقراص المعدنية التي توضع على جلد الصدر أو على قميصاً بأكمام قصيرة، وتربط من الخلف. كما إبتكر بعض الناس من الطبقة الدنيا في ذلك الوقت عدة أنواع مختلفة من التخريم وزينة الجسم تتضمن بعضها التخريم في المناطق الحساسة وتستخدمها عادة النساء المومسات في ذلك الوقت.

### المجوهرات
كان من الشائع لدى المصريين القدماء أن يكتسون بالمجوهرات. ولكن بالنسبة للطبقة العليا فإن ثروتهم تسمح لهم بأن يكونون أكثر فخامة لاكتسائهم المجوهرات المصنوعة من الذهب والفضة فضلاً عن غيرها. وغالباً ما تُزين الاكسسوارات بالأحجار الكريمة وشبه الكريمة المرصعة مثل الزمرد، واللؤلؤ، واللازورد لإنشاء أشكال معقدة مستوحاة من الطبيعة. وتشتمل الزخارف الشائعة على اللوتس البيضاء، وسعف النخيل، وأيضاً الحيوانات التي تمثل الآلهة.
على الرغم من أن المجوهرات التي كانت تستخدمها الطبقة الدنيا زخارف وتصاميم مماثلة إلا انها كانت تصنع من مواد بديلة أرخص. حيث استخدم النحاس بدلاً من الذهب، وأيضاً الزجاج المصقول أو الخزف -خليط من حجر المروة وتلوين - لتقليد الأحجار الكريمة. وكانت اللازورد، والعقيق، والفيروز هي الحجارة الأكثر شيوعاً. كانت الجواهر[ ؟ ] ثقيلة الوزن وكبيرة الحجم نوعاً ما، وقد يدل ذلك على تأثير الآسيويين. وارتدى الطبقات الدنيا جواهر[ ؟ ] زجاجية صغيرة وبسيطة. كما كانت الأساور ثقيلة أيضاً. وكانوا يرتدون أيضاً قرص كبير بمثابة قلادة القوة، ووصفت أحياناً بأنها درع. ونظراً لكون الذهب وفير في بلاد النوبة (منطقة تشمل شمال السودان وجنوب مصر على طول نهر النيل)، استورد لإستخدامه في المجوهرات وغيرها من الفنون الزخرفية.

## اللبس في الحضارة الميونية القديمة
وُثقت الملابس الكريتية جيداً في العصور القديمة كما في أماكن أخرى عبر أعمالهم الفنية حيثما تعكس الملابس التي ارتداها الكهنة والكاهنات أغلب الملابس في عصرهم. واستخدم الصوف والكتان. وأُعتبر الغزل والنسيج[ ؟ ] أنشطة محلية، بينما كانت الصباغة هي العملية التجارية الوحيدة وذلك تمشياً مع أي مكان آخر في العصور القديمة. وطرزت الأقمشة وكان اللون القرمزي هو الأكثر استخداماً في الصباغة وبأربعة درجات مختلفة.

## معرض صور

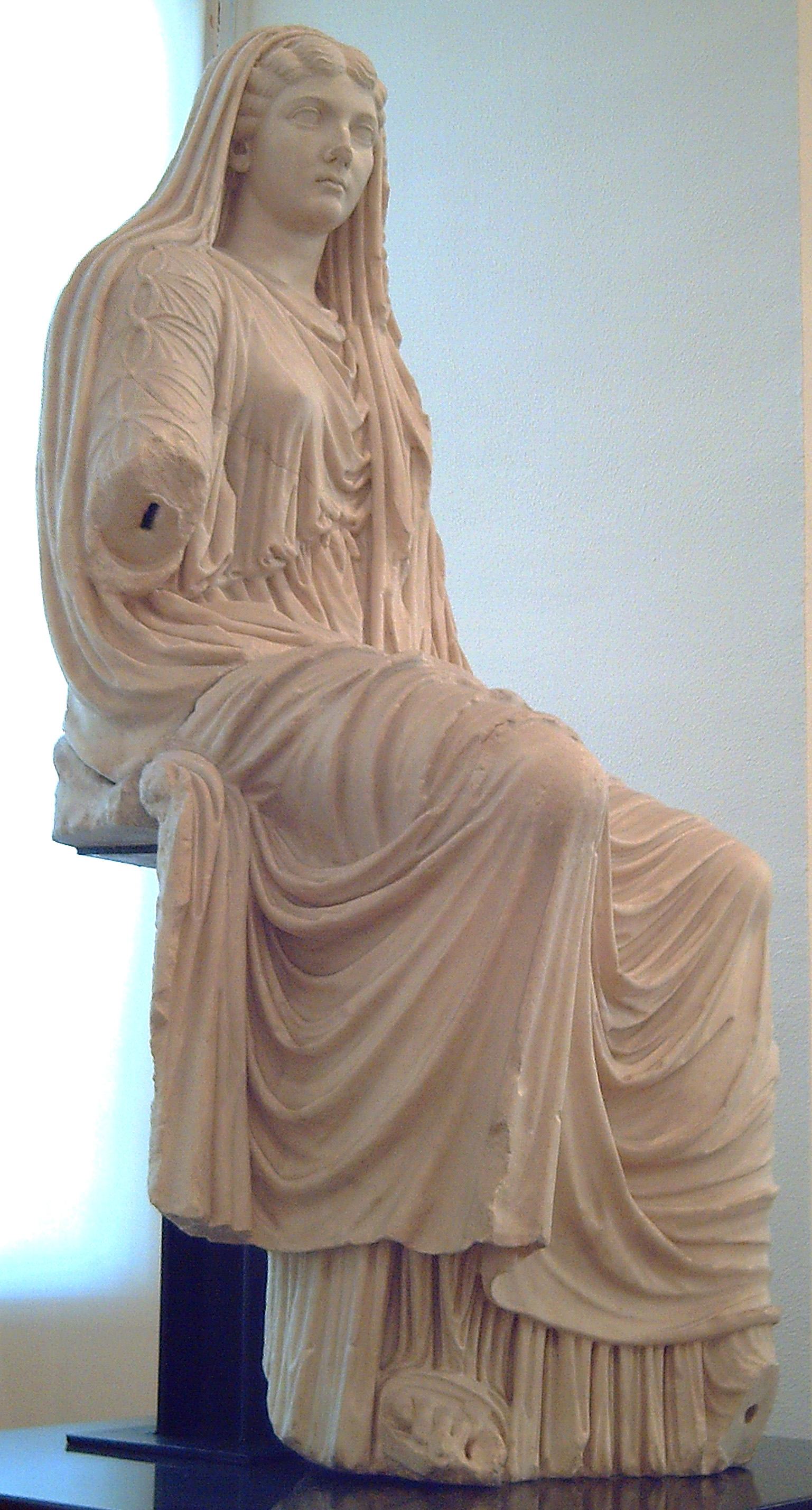
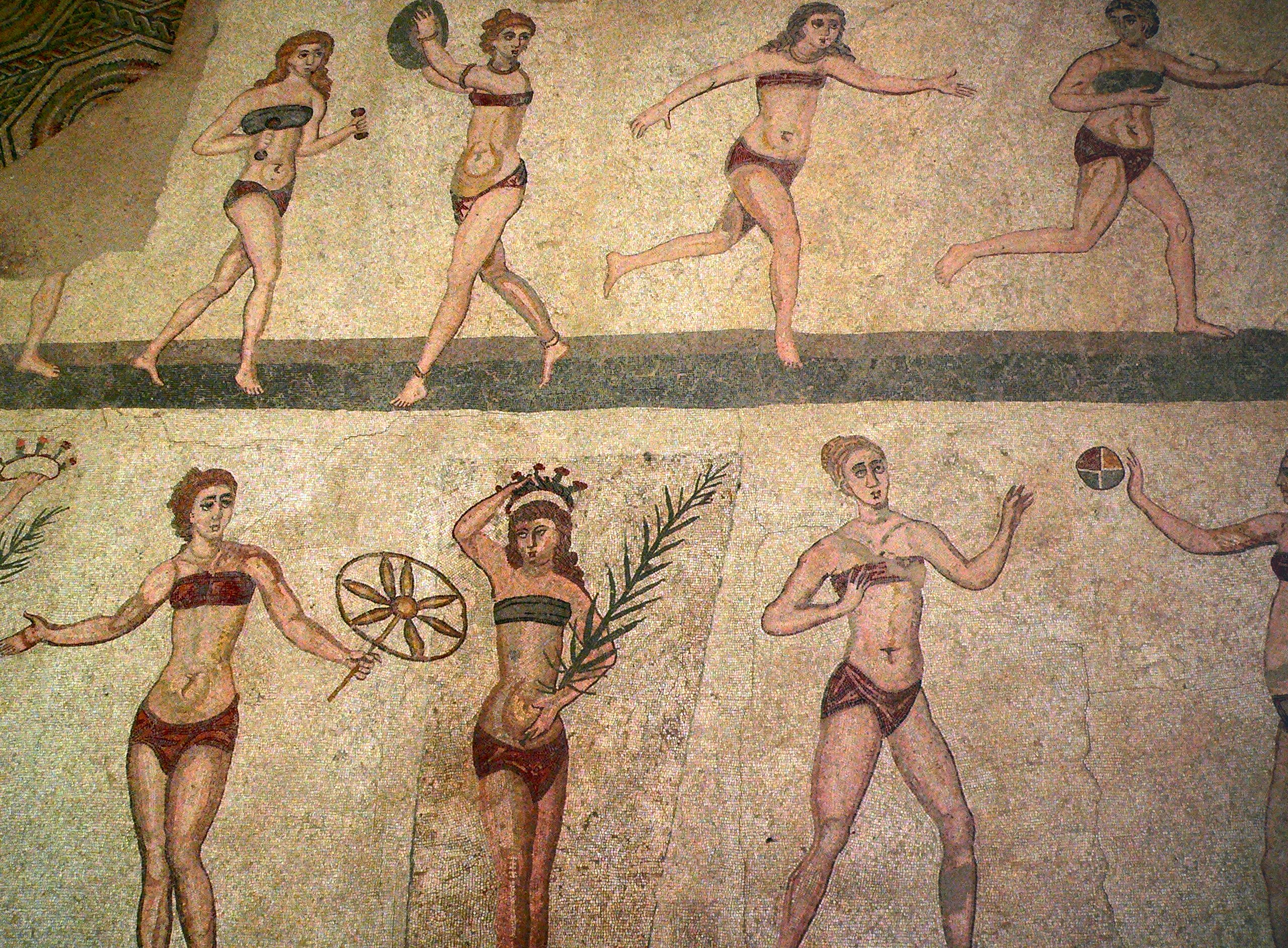
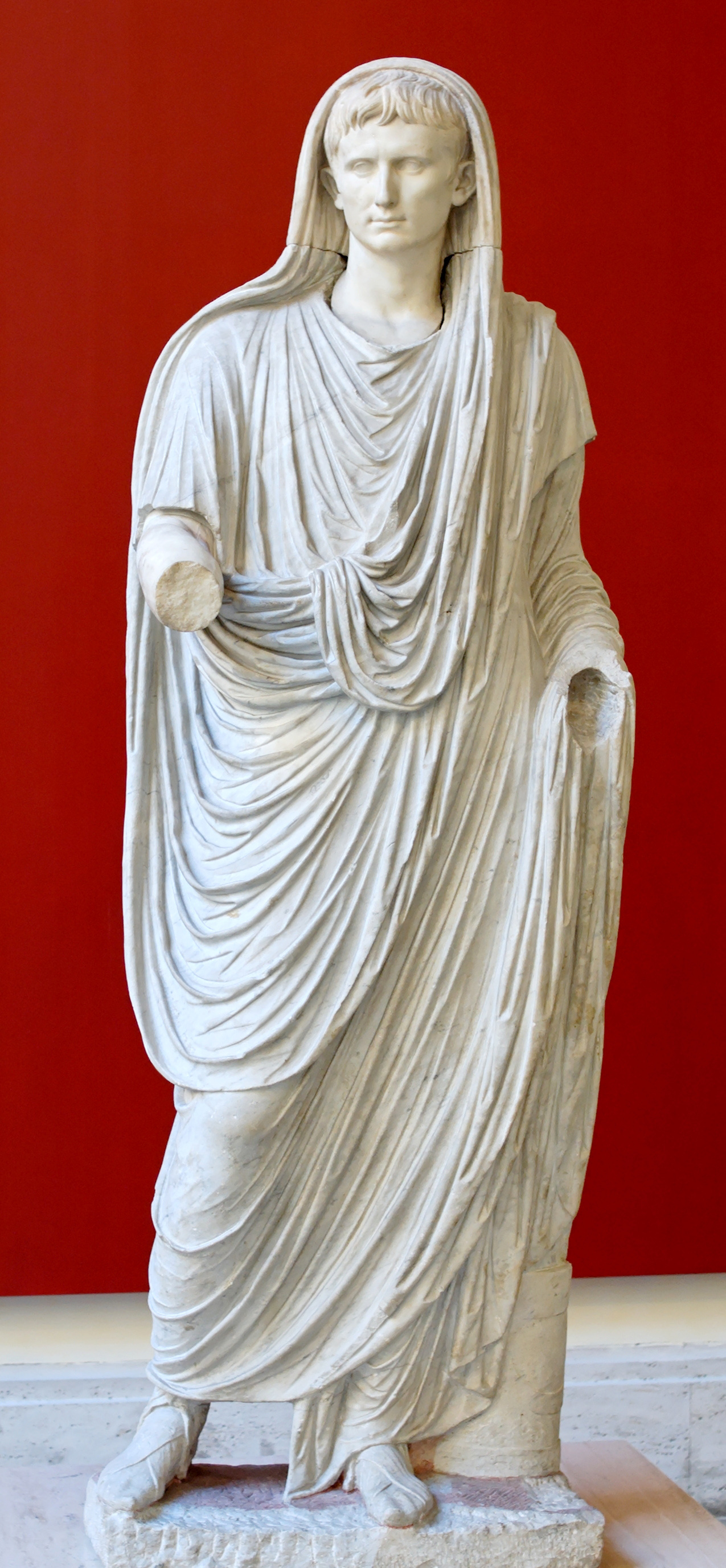